# Under a Blood Red Sky
Under a Blood Red Sky (Español: Bajo un Cielo Rojo de Sangre) es una grabación oficial del concierto que ofreció U2 en unas canteras abandonadas de Colorado (Red Rocks) el 5 de junio de 1983, y en el que tocaron temas de sus álbumes War, October y Boy. La edición en disco sólo incluyó dos temas de este concierto, completándolo con canciones tocadas en el Festival Rockpalast en St. Goarhausen, Alemania Occidental, y en un concierto de Boston.
El álbum llegó al puesto 28 en la lista de Billboard en Estados Unidos en 1983.

## Lista de canciones
1. "Gloria" – 4:45 grabado en el Red Rocks Amphitheatre, Colorado el 5 de junio de 1983
2. "11 O'Clock Tick Tock" – 4:43 grabado en Boston, Massachusetts el 6 de mayo de 1983
3. "I Will Follow" – 3:47 grabado en St. Goarshausen, Alemania el 20 de agosto de 1983
4. "Party Girl" – 3:08 grabado en Red Rocks Amphitheatre, Colorado el 5 de junio de 1983
5. "Sunday Bloody Sunday" – 5:17 grabado en St. Goarshausen, Alemania el 20 de agosto de 1983
6. "The Cry / The Electric Co. / Send in the Clowns" – 5:23 grabado en St. Goarshausen, Alemania el 20 de agosto de 1983
7. "New Year's Day" – 4:36 grabado en St. Goarshausen, Alemania el 20 de agosto de 1983
8. "40" – 3:43 grabado en St. Goarshausen, Alemania el 20 de agosto de 1983

## Video
El video fue editado en VHS al año siguiente. Es un concierto que por su fuerza se convirtió al instante en éxito de ventas. El concierto original constó de cinco canciones más, que no fueron incluidas en el video comercializado. "The Electric Co." estuvo incluida en el lanzamiento original pero fue eliminada en las sucesivas reediciones por razones legales. "I Fall Down" también fue tocada en el concierto pero por problemas técnicos no fue editada en video.
VHS
1. "Surrender"
2. "Seconds"
3. "Sunday Bloody Sunday"
4. "The Electric Co."
5. "October"
6. "New Year's Day"
7. "I Threw a Brick Through a Window"
8. "A Day Without Me"
9. "Gloria"
10. "Party Girl"
11. "11 O'Clock Tick Tock"
12. "I Will Follow"
13. "40"

DVD
En 2008 se editó la presentación en formato DVD, saliendo a la venta con otras 4 canciones agregadas, quedando excluida de nuevo "I Fall Down".
1. * "Out of Control"
2. * "Twilight"
3. * "An Cat Dubh / Into the Heart"
4. "Surrender"
5. * "Two Hearts Beat as One"
6. "Seconds"
7. "Sunday Bloody Sunday"
8. "Cry / The Electric Co."
9. "October"
10. "New Year's Day"
11. "I Threw a Brick Through a Window"
12. "A Day Without Me"
13. "Gloria"
14. "Party Girl"
15. "11 O'Clock Tick Tock"
16. "I Will Follow"
17. "40"

*Nueva canción con respecto al VHS
Todas las canciones grabadas en el Red Rocks Amphitheatre, Colorado el 5 de junio de 1983.

## Personal
- Bono: Voces, guitarra en "A Day Without Me".
- The Edge: Guitarra, piano en "New Year's Day", bajo eléctrico en "40" y voces.
- Adam Clayton: Bajo, guitarra en "40" y coro adicional.
- Larry Mullen, Jr.: Batería y coro adicional.
- Jimmy Iovine: Producción.
- Shelly Yakus: Mezclas.
- Bobby Cohen: Ingeniero asistente de grabación.